# С-5 (НАР)
С-5 — советская неуправляемая авиационная ракета, разработанная в НИИ-1 НКБ, совместно с ОКБ-16 НКОП и НИТИ(Б) (взрыватели), и предназначенная для уничтожения техники и живой силы противника. На вооружение ВВС СССР поступила в апреле 1955 года.
Данными ракетами оснащались различные виды боевых самолётов и вертолётов. Пуск ракет производится из подвешиваемых на носителе пусковых устройств.

## Модификации

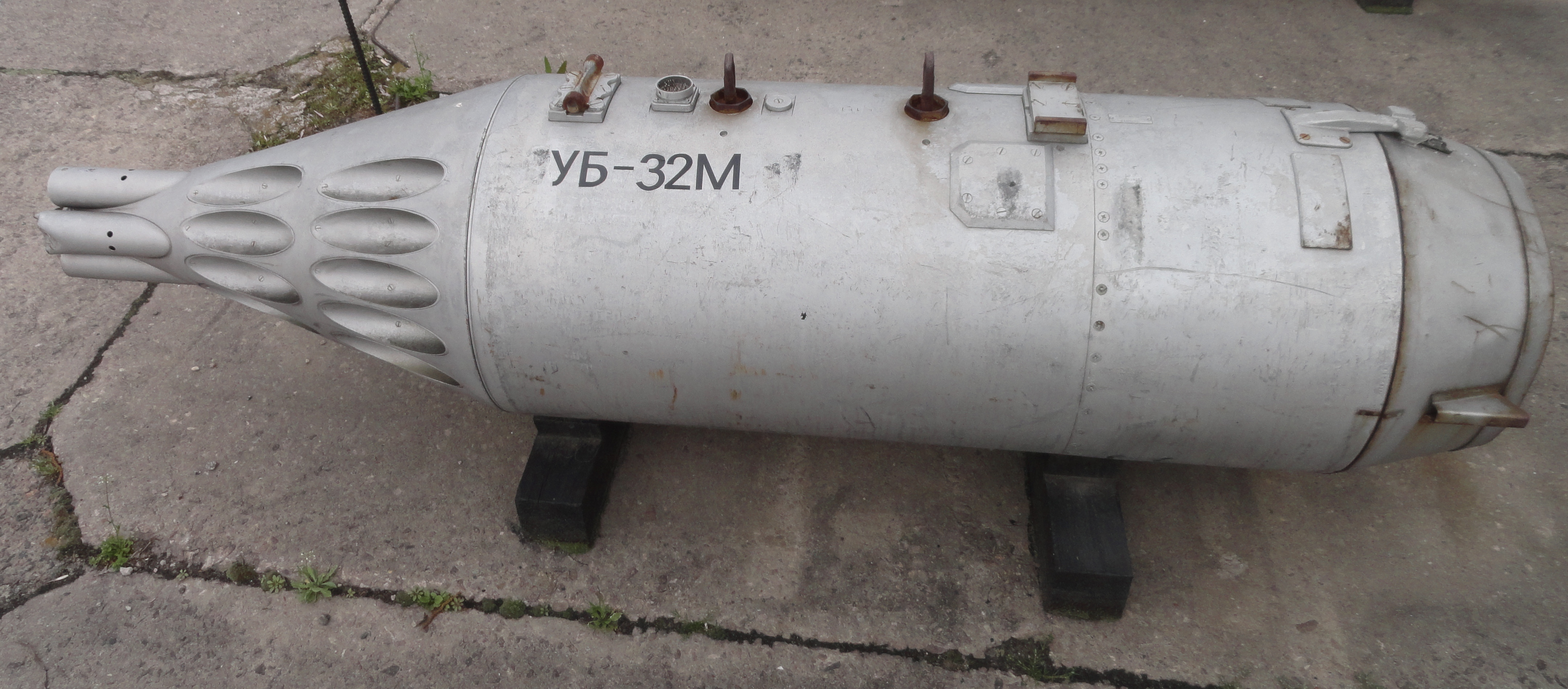
Пусковое устройство УБ-32М для тридцати двух НАР С-5.

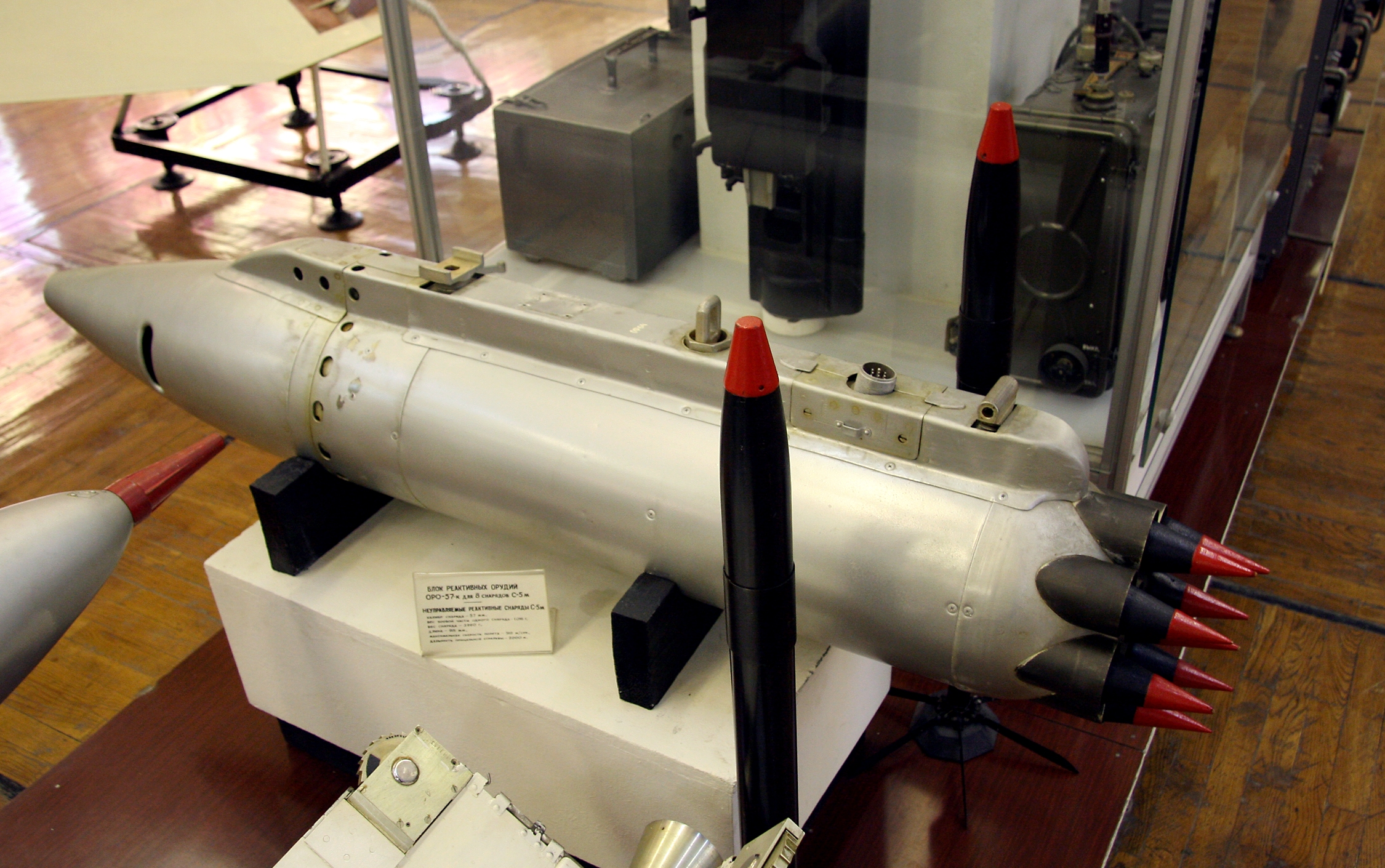
Пусковое устройство ОРО-57К для восьми НАР С-5М.

Имеет калибр 57 миллиметров, семейство С-5 насчитывает 18 наименований серийных боеприпасов, в том числе:
- С-5 (АРС-57 «Скворец», 5П) — первоначальный вариант. Принята на вооружение в 1955 году;
- С-5М — модернизированный С-5, базовый вариант. Предназначена для поражения самолётов-бомбардировщиков противника и слабо защищённых наземных целей. Принята на вооружение в 1959 году;
- С-5М1 — с системой подачи электроимпульса на воспламенитель (через контактное кольцо) — все снаряды с цифрой «1»;
- С-5МО — с боевой частью усиленного осколочного действия. Снабжена двадцатью стальными кольцами с надрезами для регулярности дробления (при взрыве образуется до 360 осколков массой по 2 грамма);
- С-5К (КАРС-57) — с кумулятивной боевой частью. Предназначена для борьбы с бронетехникой. Оснащается механическим взрывателем В-5К. Пробивает броню до 130—150 мм. Принята на вооружение в 1960 году;
- С-5К1 — снаряд с ракетной частью снаряда С-5М1 и кумулятивной боевой частью снаряда С-5К;
- С-5КО — с боевой частью кумулятивно-осколочного действия. Пробивает броню до 170 мм. Снабжена одиннадцатью стальными кольцами с надрезами для регулярности дробления (при взрыве образуется до 220 осколков массой по 2 грамма);
- С-5КОБ — применён заряд двигателя из бездымного пороха БН-К — все снаряды с буквой «Б»;
- С-5КП, С-5КПБ (индекс УВ ВВС — 9-А-608) — новая кумулятивно-осколочная боевая часть с пьезоэлектрическим взрывателем В-5КП, пробивает броню до 250 мм, при взрыве образуется до 330 осколков массой по 2 грамма;
- С-5-О (ОАРС-57), С-5-О1, С-5-ОБ — осветительная (время горения 18,3 секунды). Оснащается дистанционным взрывателем И-71 (время срабатывания 17 секунд);
- С-5П (ПАРС-57), С-5П1, С-5ПБ — противолокационная. Снаряжается дипольными отражателями для постановки пассивных помех. Оснащается дистанционным взрывателем. Принята на вооружение в 1964 году;
- С-5С, С-5СБ — начинённая стреловидными поражающими элементами (1000 штампованных стальных стрел массой 1,26 грамм, длиной 40 мм). Снабжена дистанционным взрывателем. Предназначена для поражения живой силы.
- С-5Кор — корректируемая, создана в 1999 году, не производилась.
- С-5У — отображается на АРМИЯ-2019. Новые двигатели и более эффективные боеголовки. Говорят, что новая ракета имеет эффект, сопоставимый с более крупнокалиберным С-8.

## Тактико-технические характеристики С-5М
- Калибр: 57 мм
- Размах оперения: 232 мм
- Длина: 882 мм
- Эффективная дальность пуска: 800—1800 м
- Максимальная скорость: до 725 м/с
- Время работы двигателя: 0,55-0,92 сек.
- Круговое вероятное отклонение: 0,35 % от дальности
- Стартовая масса: 3,86 кг
- Масса боевой части: 0,815 кг